# 鄧錫侯
鄧 錫侯（とう しゃくこう、1889年5月24日〈清光緒15年4月25日〉 - 1964年3月30日）は中華民国、中華人民共和国の軍人。川軍（四川軍）の指揮官の1人で、北京政府、国民政府（国民革命軍）に属した。字は晋康。

## 事績

### 川軍での台頭
製陶業の家庭に生まれる。当初は学問を志したが、後に軍人を志望し、1906年（光緒32年）、成都陸軍小学堂第1期に入学した。1909年（宣統元年）には南京第4陸軍中学堂に進学する。翌年に四川鉄道保護運動が勃発すると、鄧錫侯は四川に戻り、川軍第4師師長劉存厚の軍に加わった。
中華民国成立後も、鄧錫侯は引き続き劉存厚のもとで軍歴を重ねている。1915年（民国4年）12月からの護国戦争（第三革命）では勇敢な戦いぶりで軍功をあげ、護国軍の蔡鍔から賞賛を受けている。その後も劉に帰属し、1917年（民国6年）には旅長に昇進した。しかし翌年2月に劉が熊克武に敗北して陝西省南部に撤退した際には、鄧は劉の北京政府寄りの政治姿勢に反発していたこともあって、これに従わなかった。熊が川軍総司令になるとともに、鄧は第2師師長に任命された。

### 四川内戦

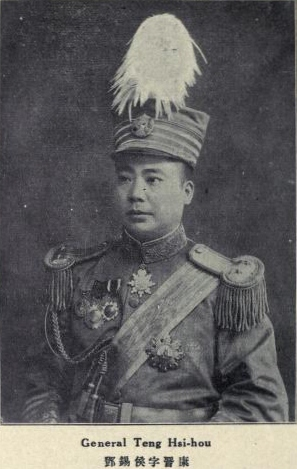
北京政府時代の鄧錫侯
Who's Who in China 3rd ed. (1925)

1920年（民国9年）、熊克武が滇軍（雲南軍）を四川から駆逐すると、鄧錫侯は川軍第1軍第3師師長（第1軍軍長は熊）に任命された。1922年（民国11年）、熊と第2軍軍長劉湘の戦い（一、二軍之戦）でも、鄧は熊を支持して劉を撃破した。
しかし、新たに川軍総司令となった第3軍軍長劉成勲が他の川軍指揮官から権限剥奪を図ると、鄧錫侯や他の師長級の川軍指揮官は反発する。1923年（民国12年）2月、鄧らは熊克武・劉成勲との戦いを開始した。鄧らは同じ川軍指揮官の楊森と手を結び、さらに北京政府の支援を得て優位となる。鄧は4月に成都を占領し、5月、劉成勲を総司令からの辞職に追い込んだ。
1924年（民国13年）5月、北京政府により、楊森が四川督理、鄧錫侯が四川省長に任命された。翌年2月、鄧は中央陸軍第30師師長に転じ、重慶に駐屯した。しかし楊が次第に強大化して、四川統一の軍事行動を起こす。鄧はこれに反発し、劉湘、袁祖銘（貴州軍）らと組んで楊を撃破した。その後、今度は袁を四川から駆逐するために、楊と再び連合し、袁を撃破した。

### 国民政府での活動
中国国民党が次第に優勢になると、鄧錫侯も他の川軍指揮官同様に転向する。1926年（民国15年）冬に、国民革命軍第28軍軍長に任命された。その後も続いた四川混戦の中では、鄧は劉湘、劉文輝に次ぐ第3位の勢力を擁したものの、戦局において主導権を握るまでには至らなかった。1931年（民国20年）からの二劉之戦では、紆余曲折の末に、最後は劉湘を支持し、劉文輝を破っている。
日中戦争（抗日戦争）が勃発すると、鄧錫侯は軍を率いて山西省に赴く。第4集団軍総司令、第22集団軍総司令を歴任した。この時、朱徳率いる八路軍と交流し、後々の鄧の政治行動に影響を与えることになる。その後、第5戦区司令長官李宗仁のもとに移り、津浦鉄道の守備などを担当した。
1938年（民国27年）1月に、劉湘が病死し、張群が後任の四川省政府主席となると、川軍指揮官は一斉に反発する。張群は一時辞職させられたが、同年10月に鄧錫侯が川康綏靖主任に就任してからは次第に対立が緩和される。蔣介石の省政府主席兼任時期などを経た1940年（民国29年）11月、張群は省政府主席にようやく着任した。

### 国民政府から離脱
日中戦争終結後は、鄧錫侯が川軍指揮官内のリーダー格と目されるようになる。1946年（民国35年）には、張群の代理として四川省政府主席となる。翌年に正式に同職に就いた。しかし、国共内戦を進める蔣介石から兵糧供給等の後方支援を要求されるようになる。戦時中における四川の資源消耗もあって、鄧は次第に不満を抱き、蔣と対立するようになった。1948年（民国37年）3月には、鄧は省政府主席を辞職してしまった。
その後鄧錫侯は、劉文輝、潘文華らと連合して反蔣介石活動を開始する。ついに1949年（民国38年）12月9日に、中国共産党への帰順を宣言した（zh:彭縣起義）。中華人民共和国では、西南軍政委員会副主席、四川省副省長、国防委員会委員、全国人民代表大会代表、中国国民党革命委員会（民革）中央委員などを歴任した。
1964年3月30日、成都で死去。享年76（満74歳）。